# Twhirl
Twhirl ist ein Micro-Blogging-Client für soziale Netzwerke wie Twitter oder Identi.ca, den Marco Kaiser entwickelt hat.
Es erlaubt dem Benutzer, die sogenannten Tweets zu schreiben und abzusenden, ohne auf sein Benutzerprofil von Twitter über das Webinterface zugreifen zu müssen.
Des Weiteren ist es auch möglich, private Nachrichten (directs) zu anderen Twitter-Benutzern zu senden. Das Senden von Bildern zu yfrog ist ebenfalls möglich. Auch auf die Twitter-Suche kann zugegriffen werden.
Die aktuelle Version von Twhirl ist 0.9.7 und basiert auf Adobe AIR. Dieses muss installiert sein, damit Twhirl funktioniert.
Twhirl ist offiziell für Windows 2000, Windows XP, Windows Vista, Windows 7 und Mac OS X erhältlich. Da Adobe AIR auch für Linux verfügbar ist, kann Twhirl auch auf dieser Plattform betrieben werden.
Das Programm unterstützt folgende Sprachen: Deutsch, Englisch, Spanisch und Italienisch. Außerdem ist es möglich, verschiedene Themes auszuwählen, um das Erscheinungsbild zu verändern.
Twhirl wird weiter verfügbar bleiben, mittelfristig aber zugunsten des Nachfolgers Seesmic Desktop aufgegeben werden. Nach langer Zeit gab es zwischenzeitlich doch noch einmal ein Update für Twhirl; unter anderem werden jetzt native Retweets angezeigt, wenn auch als klassische RTs.